# Leuchtturm Westkapelle (Oberfeuer)

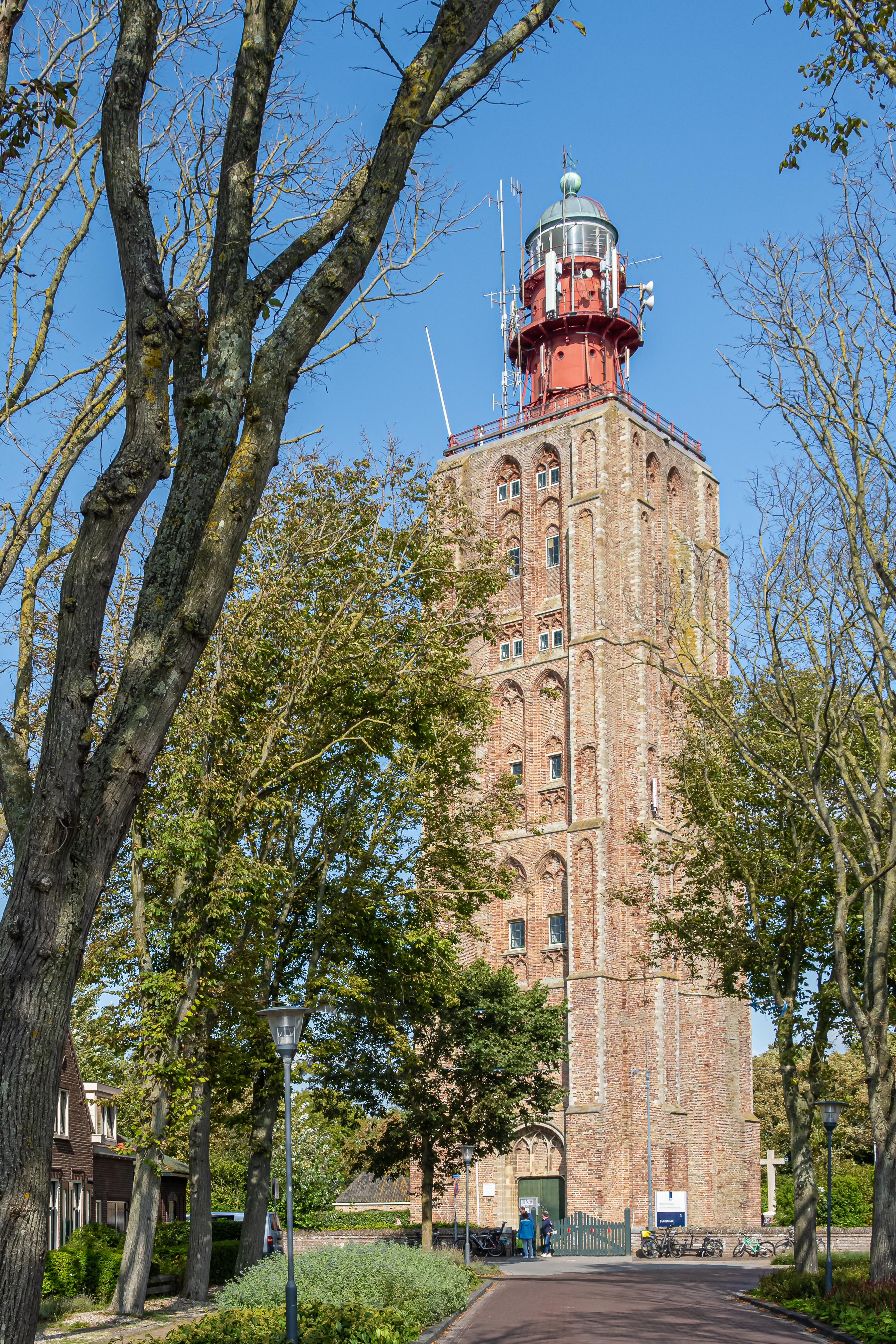
Ansicht von Westen

Der Leuchtturm (niederländisch vuurtoren) von Westkapelle auf der Halbinsel Walcheren in der niederländischen Provinz Zeeland liegt einen Kilometer landeinwärts. Auf einem erhaltenen gotischen Kirchturm ist in 49,6 m Höhe die Lichtanlage angebracht.

## Geschichte

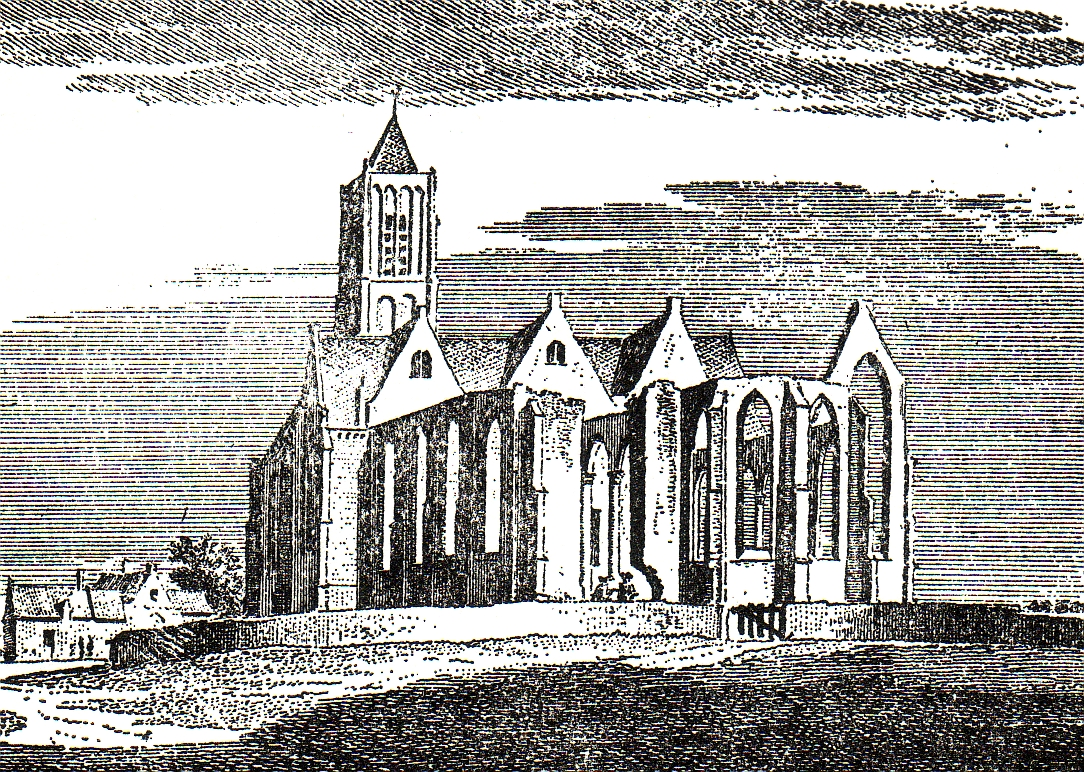
Die Ruine der St. Willibrorduskerk 1743

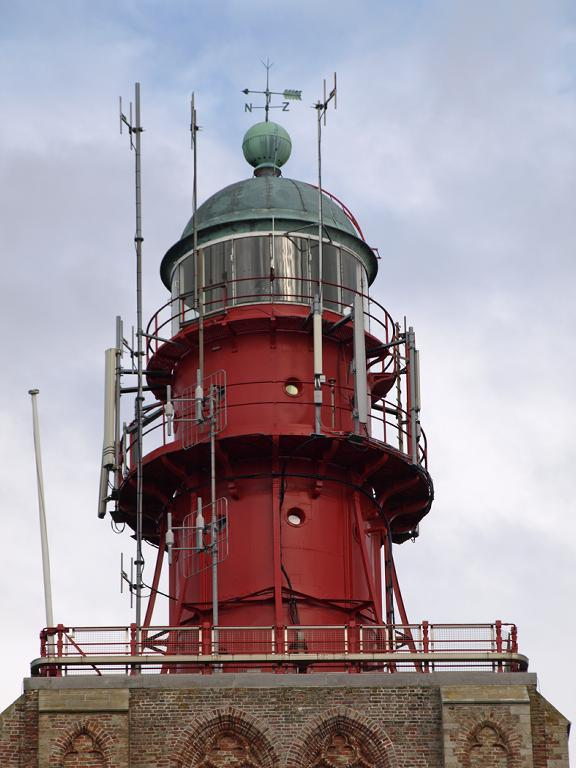
Aufbau mit der Lichtanlage

Ab dem elften Jahrhundert ist in Westkapelle eine St. Willibrord geweihte Kirche als Tochterkirche des Westmünsters zu Middelburg nachweisbar. Der örtliche Geistliche betreute zunächst seelsorgerisch ein großes Gebiet, bis nach und nach Tochterkirchen abgepfarrt wurden: Um 1235 West-Domburg, Meliskerke, Sint Janskerke, Boudewijnskerke und Werendijke, um 1271 Poppekerke und Zoutelande.
Die ursprüngliche Sint Willibrorduskerk musste wegen der vordringenden Nordsee niedergelegt werden. So entschloss man sich, weiter im Landesinneren eine neue Kirche zu errichten. Diese wurde zwischen 1458 und 1470 erbaut. Es handelte sich um eine spätgotische, dreischiffige Hallenkirche. Im Achtzigjährigen Krieg zwischen Spanien und Holland (1568–1648) wurde die Kirche schwer beschädigt. 1580 erfolgte der teilweise Wiederaufbau.
1817 übernahm das Reich die Verantwortung für den Kirchturm von der Gemeinde, um ihn als Leuchtturm zu nutzen. Dazu wurde die Turmspitze abgerissen, um dort Platz für eine Laterne, bestehend aus 15 Öllampen zu schaffen. Das war nicht so abwegig, denn schon vorher diente der hohe Turm bei Tage den Schiffen als Orientierungspunkt. 
1831 kam es zu einem Brand im gesamten Kirchengebäude. Der erhaltene Rest des Kirchengebäudes, das Mittelschiff, brannte völlig aus und wurde dabei zerstört. Der Turm blieb intakt und diente fortan als Leuchtturm. Das Leuchtfeuer konnte bereits drei Tage nach dem Brand wieder in Betrieb genommen werden.
1851 wurde eine feste Fresnel-Linse eingebaut. Da eine noch stärkeres Licht mit einer höheren Reichweite benötigt wurde, hat man 1907 den roten Eisen-Aufbau mit einem sogenannten „Blitz-Licht“ errichtet. Dieses Licht erreichte eine Lichtstärke von 6,2 Mio. Kerzen und war eines der mächtigsten Leuchtfeuer an den Küsten Westeuropas.
In den Kriegsjahren 1940–1944 fiel der Leuchtturm in die Hände der deutschen Besatzer. Er wurde als Beobachtungspunkt und für Radaranlagen verwendet.
Das verheerende Bombardement des Deiches im Jahr 1944 überstand der Leuchtturm nahezu unversehrt,  jedoch zerstörten die deutschen Truppen bei deren Abzug die Optik des Leuchtturms. Diese wurde 1951 mit einem Rotationsfeuer ausgestattet, was noch heute in Funktion ist.
Der Backsteinturm mit seinen für das Gebiet südwestlich der Rheinmündung typischen wuchtigen Strebepfeilern hat auffällige Ähnlichkeit mit zwei anderen Türmen der Backsteingotik, zum einen mit dem Belfried von Dünkirchen, zum anderen mit dem Turm der Danziger Marienkirche.

## Technik

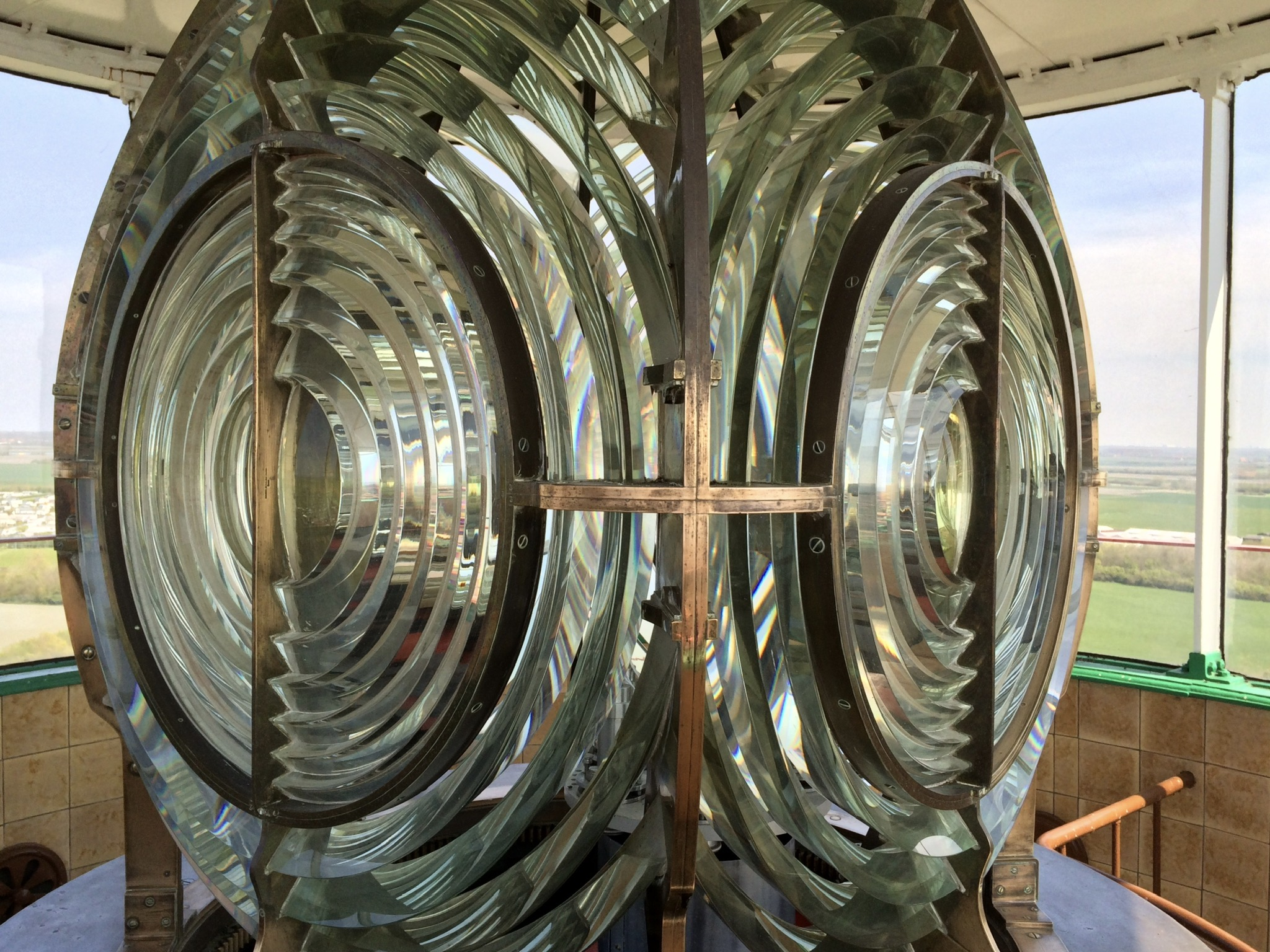
Die Linsen des Leuchtturms

Die heutige elektrische Beleuchtung dient als See- und Oberfeuer. Sie stammt aus dem Jahre 1951. Es handelt sich um eine Drehlinsenleuchte von 500 mm Brennweite mit einer Lichtstärke von 2.600.000 cd.
- Die Nenntragweite beträgt 21 Seemeilen.[2]
- Die Kennung ist FlW3s bzw. Blz. w. 3s  (alle 3 Sekunden ein weißes Blitzlicht von 0,1 Sekunden).
- Die Turmhöhe beträgt 52,3 m.
- Die Feuerhöhe beträgt 49,6 m.
- Die Position ist 51° 31,752' N, 03° 26,832' O
- Die Optik ist eine Fresnel-Linse der dritten Ordnung mit 5 Umdrehungen pro Minute.
- Die Lichtquelle ist seit 2025 eine LED Lichtquelle.  Zuvor war eine Halogen-Metalldampflampe mit 2.000 Watt und einer Lichtstärke von 2,6 Mio. Candela verbaut.
- Der Turm besteht aus 6 Etagen.
- Das Treppenhaus hat 218 Stufen. Davon 162 Stein-, 17 Holz- und 39 Eisenstufen.